# 風 (アルバム)
『風』（かぜ）は、エレファントカシマシの15枚目のオリジナル・アルバム。東芝EMI/FAITHFUL.から2004年9月29日に発売。

## 概要
前作よりわずか半年でのリリース。久保田光太郎を共同音楽プロデューサーに迎え制作された。CD EXTRAでスクリーンセーバーが収録。

## 収録曲
全作詞・作曲：宮本浩次（注記を除く）
全編曲：エレファントカシマシ（注記を除く）
1. 平成理想主義 (9:16)
  - 編曲：久保田光太郎・河野圭・エレファントカシマシ
2. 達者であれよ (5:12)
  - 作詞・作曲：宮本浩次・久保田光太郎
  - 編曲：久保田光太郎・エレファントカシマシ
3. 友達がいるのさ (5:24)
  - 編曲：久保田光太郎・エレファントカシマシ
  - 33rdシングル。
4. 人間って何だ (5:38)
5. 夜と朝のあいだに… (4:53)
6. DJ in my life (5:06)
  - 33rdシングルのカップリング曲。
7. 定め (3:43)
8. 勝利を目指すもの (3:37)
9. 今だ!テイク・ア・チャンス (4:41)
10. 風 (5:06)
  - 編曲：久保田光太郎・エレファントカシマシ